# Lavarone
Lavarone (cimburšsky: Lavròu, v místním dialektu Lavarón) je obec v severní Itálii v provincii Trentino v regionu Tridentsko-Horní Adiže. Nachází se zhruba 20 km jihovýchodně od města Trento. Dne 31. prosince 2004 zde žilo 1 109 obyvatel a rozloha činila 26,3 km².
Obec se skládá z následujících frazioni (městských části): Chiesa, Cappella, Gionghi, Masetti, Villanova, Longhi, Magrè, Slaghenaufi, Bertoldi, Nicolussi, Piccoli, Oseli, Gasperi, Lanzino, Albertini, Rocchetti, Malga Laghetto, Stengheli, Azzolini a Masi di Sotto.
Sousedí s obcemi: Caldonazzo, Luserna, Folgaria, Pedemonte, Levico Terme a Lastebasse.
Až do začátku 20. století hovořili obyvatelé cimburštinou, starým německým bavorským dialektem.